# Цонаг
Цонаг (кит. 錯那湖) — озеро, является одним из самых высоких пресноводных озёр, расположенных в северной части Тибета. Озеро Цонаг лежит в 110 км к югу от Лхасы, на высоте 4594 метра над уровнем моря, площадь составляет около 300 квадратных километров.
Полезные ископаемые озера Цонаг это уран, железная руда, хромит, золото, литий, боксит, медь, уголь, соль, слюда, олово, нефть и другие.